# Internationaux de Strasbourg 2020 - Qualificazioni singolare
Le qualificazioni del singolare dell'Internationaux de Strasbourg 2020 sono state un torneo di tennis preliminare per accedere alla fase finale della manifestazione. Le vincitrici dell'ultimo turno sono entrate di diritto nel tabellone principale. In caso di ritiro di una o più giocatrici aventi diritto a queste sono subentrate le lucky loser, ossia le giocatrici che hanno perso nell'ultimo turno ma che avevano una classifica più alta rispetto alle altre partecipanti che avevano comunque perso nel turno finale.

## Teste di serie
1. Zhang Shuai (qualificata)
2. Christina McHale (qualificata)
3. Greet Minnen (qualificata)
4. Ellen Perez (qualificata)

1. Storm Sanders (ultimo turno, Lucky loser)
2. Kateryna Bondarenko (spostata nel tabellone principale)
3. Diane Parry (ultimo turno)
4. Michaela Bayerlová (ultimo turno)

## Qualificate
1. Zhang Shuai
2. Christina McHale

1. Greet Minnen
2. Ellen Perez

### Lucky loser
1. Myrtille Georges

1. Storm Sanders

## Tabellone

### Sezione 1
|  | Ultimo turno |               |   |   |   |  |
|  |              |               |   |   |   |  |
|  | 1            | Zhang Shuai   | 7 | 3 | 6 |  |
|  | 5            | Storm Sanders | 6 | 6 | 0 |  |

### Sezione 2
|  | Ultimo turno |                  |                  |   |   |  |
|  |              |                  |                  |   |   |  |
|  | 2            | Christina McHale | Christina McHale | 6 | 6 |  |
|  | Alt          | Myrtille Georges | Myrtille Georges | 4 | 1 |  |

### Sezione 3
|  | Ultimo turno |                    |                    |   |   |  |
|  |              |                    |                    |   |   |  |
|  | 3            | Greet Minnen       | Greet Minnen       | 6 | 6 |  |
|  | 8/WC         | Michaela Bayerlová | Michaela Bayerlová | 2 | 2 |  |

### Sezione 4
|  | Ultimo turno |             |             |   |   |  |
|  |              |             |             |   |   |  |
|  | 4            | Ellen Perez | Ellen Perez | 6 | 6 |  |
|  | 7/WC         | Diane Parry | Diane Parry | 2 | 3 |  |